# Poka stojat gory
Poka stojat gory (Пока стоят горы) è un film del 1976 diretto da Vadim Vasili'evič Michajlov.

## Trama
La trama del film è basata su un'escursione di alpinisti in montagna, dove presto apparirà l'essenza di ciascuno.